# Кодекс Порфіріо Діас

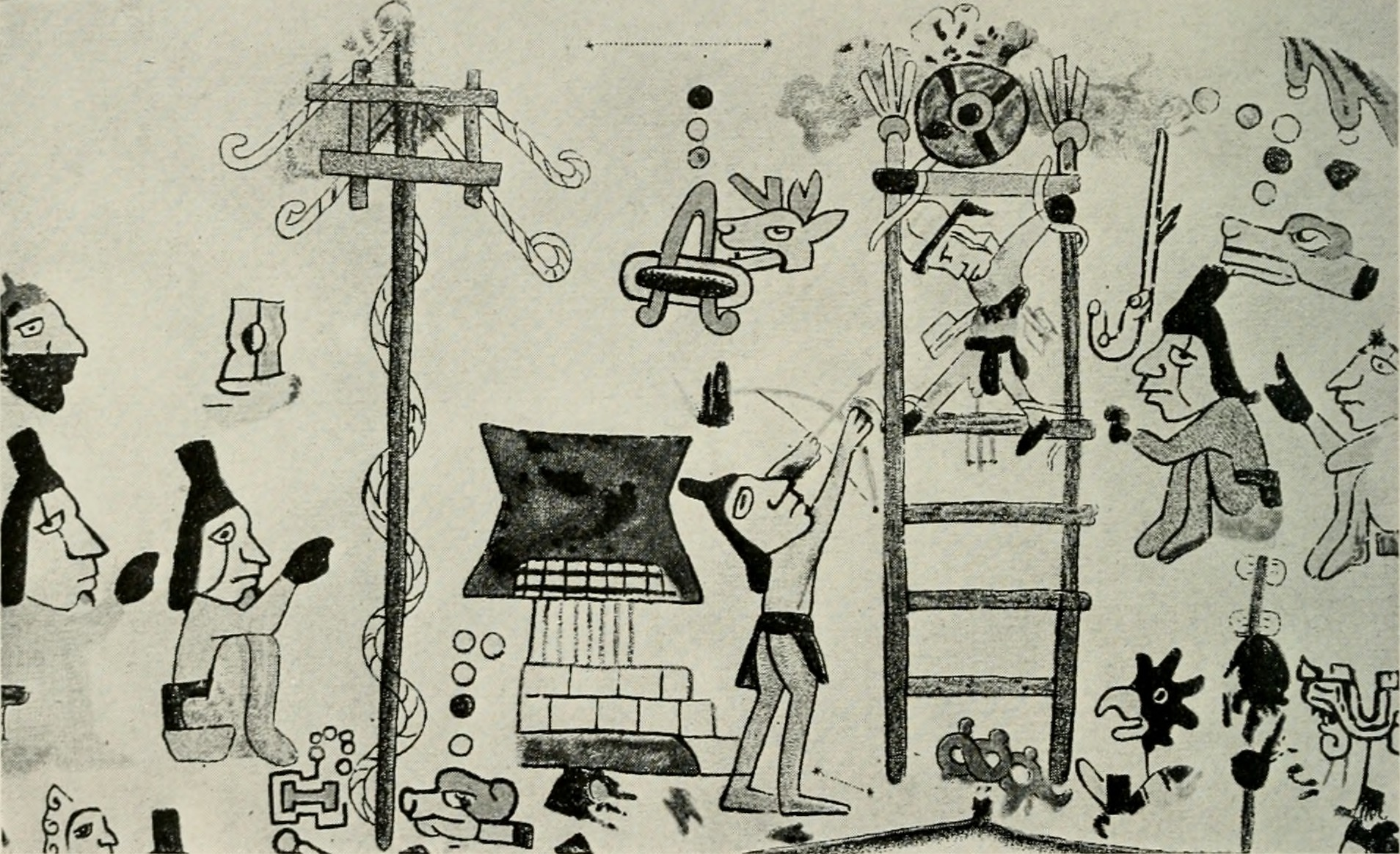
Кодекс Порфіріо Діас (уривок)

Кодекс Порфіріо Діас (Codex Porfirio Díaz) — один з ацтекських кодексів-рукописів часів колоніального панування іспанців у Мексиці. Складається з піктографічного письма з невеличкими коментарями іспанською мовою. Отримав назву на честь мексиканського президента Порфіріо Діаса. Входить до групи Борджіа. Інша назва Карта Тутепетонго. Натепер зберігається у бібліотеці Національного музею антрополігії та історії (Мексика).

## Історія
Створено у XVII ст. Автори (або автори) невідомі. Найімовірніше є копією іспанського часу з доіспанського рукопису, створеного десь у східній частині міштекської території Ацтекської імперії. Стосовно власників замало інформації, проте рукопис на відміну від інших кодексів не залишав Північної Америки. Під час проведення політики президента Порфіріо діаса щодо відродження культурної спадщини його вперше знайдено. У 1933 році передано до бібліотеки Національного музею антопології і історії.

## Опис
Як папір використано обороблену оленячу шкіру. Складається з 21 аркуша з обох сторін (42 сторінки) розміром 15,5x22,4 см, завдовжки 4,21 м. На 32 сторінках розміщено різнокольорові малюнки, на 10 — чорно-білі. Він має написи на куікатекській мові, тому його відносили до культури куікатеків, але за художніми особливостями він найближче до стилю Ватиканського кодексу Б. Крім того, помічено, що сторінки 6-25 мають паралелі з Кодексом Фернандес Леаля. Тому

## Зміст
На сторінках від 1 до 29 оповідається історія XVI–XVII ст. міста-держави Куікатлана (північна частина сучасного штату Оахака). Представлено шляхи, історичні сцени.
З 30 до 42 сторінки представлено ритуальний календар із відповідними значеннями днів та місяців та зображенням божеств. За цієї обставиною цей кодекс долучили до умовної групи Борджіа.